# Il grande Joe
Il grande Joe (Mighty Joe Young) è un film del 1998 diretto da Ron Underwood.
Si tratta di un remake di Il re dell'Africa del 1949 di Ernest Beaumont Schoedsack (vincitore dell'Oscar per i migliori effetti speciali).

## Trama
Jill è una ragazza cresciuta nella giungla insieme col suo amico Joe, un gorilla di montagna tendente al gigantismo. I bracconieri, guidati dal perfido Andrei Strasser, hanno ucciso le madri di entrambi. Sia Jill che il gorilla cercano di sfuggire alla civiltà e al bracconaggio sempre in aumento, ma convinti da Grag O’Hara si ritrovano a Los Angeles perché l’animale possa essere ospitato in un rifugio di animali, dove il primate viene però intercettato da Strasser e i suoi sgherri, i quali gli causeranno volontariamente un momento di furia proprio durante una serata di gala per la sua presentazione. Joe viene così visto come un animale pericoloso e ne verrà ordinato l’abbattimento. Strasser offre l’aiuto a Jill per portare Joe nella sua riserva in Botswana, dove in realtà vende organi di animali al mercato nero, ma Jill ricordandosi di lui, si accorge dell’inganno e riesce a far scappare Joe in tempo dal camion su cui era stato clandestinamente caricato. Braccato dalle autorità, Joe si ritrova nel luna park di Santa Monica, dove Strasser provoca un incendio e tenta di uccidere Jill, ma viene lanciato da Joe contro dei fili elettrici rimanendo fulminato. Intanto un bambino rimane intrappolato sulla ruota panoramica in fiamme. Joe riesce a salvarlo e viene infine riportato in Africa e liberato nella sua montagna, che Jill e Grag sono riusciti a far diventare una riserva.

## Produzione
Le location sono state l'isola di Kaua'i nelle Hawaii, l'Hollywood Boulevard a Hollywood, Los Angeles, l'UCLA a Westwood e Long Beach in California.

## Riconoscimenti
- 1999 - Premio Oscar
  - Nomination Migliori effetti speciali a Rick Baker, Hoyt Yeatman, Allen Hall, Jim Mitchell
- 1998 - Saturn Award
  - Nomination Miglior attrice non protagonista a Charlize Theron
  - Nomination Migliori effetti speciali a Rick Baker, Hoyt Yeatman, Allen Hall, Jim Mitchell